# Remix OS
Remix OS — операційна система для персональних комп'ютерів і ноутбуків, що базується на ОС Android (яка, в свою чергу, базується на ядрі Linux). Система розробляється колишніми співробітниками Google, які об'єднались в компанію Jide Corporation, LTD. Перший випуск Remix OS for PC 2.0.102 з'явився 25 січня 2015 року.
26 липня 2016 року вийшла оновлена та перероблена щодо функціоналу версія Remix OS 3.0 на основі Android 6.0 Marshmallow. Остання на даний період версія, Remix OS 3.0.207 була реалізована 25 листопада 2016 року, запускається на Remix-Ultratablets, настільних ПК, ноутбуках, all-in-ones та Remix Mini і базується базі Android 6.0 Marshmallow. Операційна система має панель завдань, меню Пуск, підтримує Bluetooth та Wi-Fi і дозволяє виконувати традиційні застосунки Android. Віконний менеджер схожий на Windows 10. Програмний код розробляється, як open source з невеликою частиною пропрієтарного коду. Окрема реалізація проекту Remix OS Player для персональних комп'ютерів дозволяє запускати Android застосунки на РС з операційною системою Windows.
Remix OS підтримує подвійне завантаження — у користувачів не повинно виникати проблем при встановленні на комп'ютери з уже встановленою операційною системою, навіть в середовищах UEFI. Remix OS можна встановити на USB накопичувач, переважно з підтримкою USB 3.0.
Remix OS безкоштовна для завантаження, установки і використання. Також, як і проект Android-x86, Remix OS поширюється за ліцензією GPL v3, хоча деякі пропрієтарні ділянки коду є власністю Google.

## Системні вимоги
- USB 3.0 флеш-накопичувач з підтримкою FAT32 об'ємом 8GB та рекомендованою швидкістю запису 20МБ/сек[3];
- Комп'ютер з можливісттю запускатись з USB;
- У версії 2.0.102 є можливість встановлення з твердого диску.